# Bahía Schokalsky
La bahía Schokalsky es la bahía más oriental de la isla Alejandro I en la Antártida, con 9 millas náuticas (17 km) de ancho en su entrada. Se encuentra entre el monte Calais y el cabo Brown a lo largo de la costa este de la isla Alejandro I y junto a la barrera de hielo Jorge VI en el canal Jorge VI. 
El glaciar Hampton descarga enormes cantidades de hielo en la bahía Schokalsky en una pendiente pronunciada que causa que el hielo sea extremadamente quebradizo e irregular, y hace difícil el uso de esta bahía y del glaciar como una ruta interior de trineo hacia el noreste de la isla Alejandro I. 
La bahía fue avistada por primera vez en 1909 y fue cartografiada por la Tercera Expedición Antártica Francesa bajo el mando de Charcot, quien, pensando que era un estrecho, le dio el nombre de "Estrecho Schokalsky" en honor a Yuliy Schokalsky, geógrafo ruso, meteorólogo y oceanógrafo.  La costa de la bahía fue fotografiada desde el aire y cartografiada aproximadamente en 1937 por la Expedición Británica a la Tierra de Graham, pero el "Estrecho Schokalsky" de Charcot no fue identificado. 
Los estudios realizados por British Antarctic Survey en 1948 identificaron esta bahía como el lugar originalmente nombrado por Charcot como el estrecho.